# Clerks – Sprzedawcy
Clerks – Sprzedawcy (tytuł oryg. Clerks) – amerykańska niskobudżetowa komedia obyczajowa z 1994, według scenariusza i w reżyserii Kevina Smitha.

## Obsada
- Jason Mewes – Jay
- Kevin Smith – Cichy Bob
- Brian O’Halloran – Dante Hicks
- Jeff Anderson – Randal
- Marilyn Ghigliotti – Veronica
- Lisa Spoonauer – Caitlin
- Scott Schiaffo – komiwojażer
- Scott Mosier – William Black
- Al Berkowitz – stary człowiek
- Walt Flanagan – palacz
- Ed Hapstak – Sanford
- Pattijean Csik – koroner
- Ken Clark – urzędnik
- Ernest O’Donnell – trener
- Kimberly Loughran – Heather

## Fabuła
Młody chłopak, Dante Hicks, został poproszony przez swojego szefa o zastąpienie go w pracy w sklepie, obiecując, że przyjedzie przed godziną 12. Plany się jednak zmieniają, a Dante, którego wcale nie powinno tam być, przeżywa swój najgorszy dzień w życiu.

## Soundtrack
Do promocji filmu został wydany album, zawierający ścieżkę dźwiękową. Na płycie wydanej 11 października 1994, nakładem wytwórni Columbia, znaleźli się tacy artyści jak Alice in Chains, Jesus Lizard czy Soul Asylum.